# Màxim Huerta
Màxim Huerta Hernández (Utiel, 26 gennaio 1971) è un giornalista, scrittore e politico spagnolo.

## Biografia
Si è laureato in Scienze dell'Informazione presso l'Università San Pablo CEU e ha conseguito un Master in Graphic Design e Editoriale dell'Istituto Europeo di Design. Ha iniziato la sua carriera lavorando nelle stazioni radio e nei giornali della Comunità Valenciana: Radio 5 di RNE a Utiel e Radio Buñol, o Valencia 7 días e Las Provincias.
Ha lavorato per la prima volta in televisione nel 1997, quando è entrato nel canale regionale valenciano Canal Nou per presentare i programmi di informazione Informatiu Metropolità e l'edizione serale di Informatiu. Ha iniziato a lavorare per Telecinco nel 2000, presentando il programma regionale del canale per la Comunità Valenciana. Un anno dopo, Huerta è diventato uno dei conduttori di Informativos Telecinco, dove è rimasto per cinque anni. 
Nel 2005, Huerta è diventato uno dei conduttori del programma televisivo mattutino El programa de Ana Rosa ospitato da Ana Rosa Quintana. Ha fatto parte del programma per dieci anni, fino a settembre 2015.
Nel 2016 ha presentato la serie di documentari di viaggio Destinos de película, per Televisión Española. Per la tv pubblica, presenta nel 2022 il Benidorm Fest.
È membro dell'Accademia della Scienza e della Televisione. Nel 2014 ha vinto il Premio Primavera de Novela con il suo quarto romanzo La noche soñada pubblicato presso l'editore Espasa. Dal 7 al 14 giugno 2018 è stato ministro della Cultura e dello Sport nel Governo Sánchez I. Si è dimesso dall'incarico governativo solo dopo sette giorni, quando è emersa la notizia che nel 2017 una sentenza lo ha condannato a corrispondere la somma di 365 928 euro quale sanzione a seguito dell'accertamento di un'evasione fiscale relativa ai guadagni in cui lavorava per la tv di Mediaset España.
È apertamente omosessuale.